# Kinh giới hoa rủ
Chùa dù hay kinh giới rủ, kinh giới hoa rủ (danh pháp hai phần: Elsholtzia penduliflora) là  loài thực vật có hoa trong họ Hoa môi. Loài này được W.W.Sm. mô tả khoa học đầu tiên năm 1918.